# 콜린성 두드러기

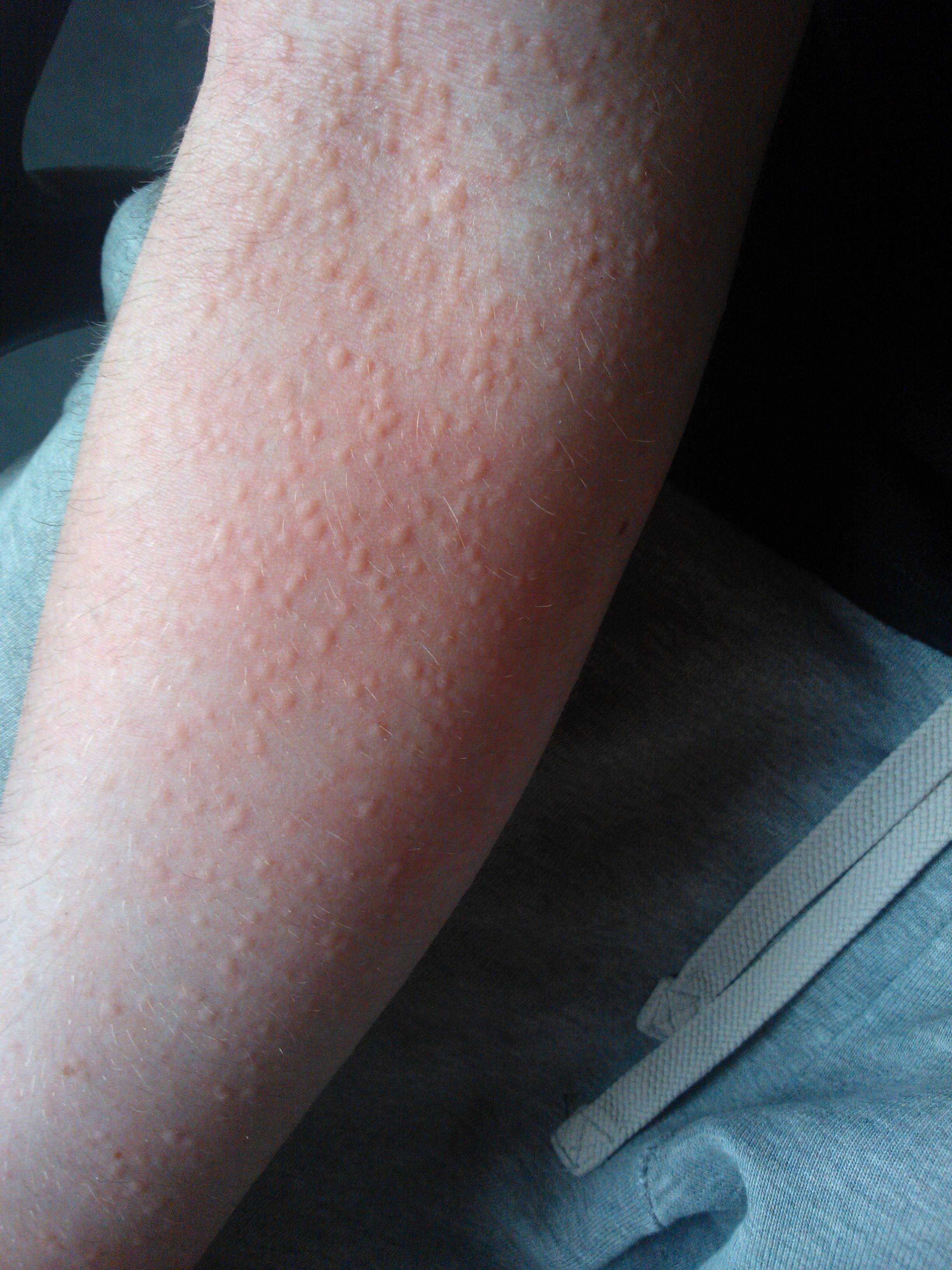

콜린성 두드러기(Cholinergic urticaria, CU)는 피부 겉면이 붉게 변하고 피부 발진과 구진을 동반하는 증상이다.
땀을 흘릴 때나 체온이 증가할 때 나타나는 두드러기의 일종이다.

## 병인
- 땀과민증
- 발한감소증
- 특발성 질환
- 오미오이드 복용

## 같이 보기
- 땀띠
- 발한감소증